# L'Abadia de Montcortès
L'Abadia de Montcortès és una obra de Baix Pallars (Pallars Sobirà) inclosa a l'Inventari del Patrimoni Arquitectònic de Catalunya.

## Descripció
És un gran casal fortificat en un penyal rocós que s'aixeca i domina el mateix centre de la vila de Montcortés, molt a prop de l'església.
Gran edifici de planta rectangular constituït per una planta baixa i un o dos pisos més, amb coberta de teula a dues vessants. Els parament són de pedra vista sense desbastar, de mida irregular en els que es poden apreciar els diferents moments constructius. La roca sobre la qual s'assenten els murs apareix retallada en diversos punts. La façana principal està situada a llevant, en el mur perpendicular al cavall que suporta la coberta. En aquesta façana est s'obre una espaiosa i assolellada galeria coberta. També al sud existeix una galeria en el pis superior i dos balcons. A l'oest i al nord les obertures són més reduïdes. Es pot observar com al llarg del temps s'han anat practicant diverses obertures, algunes d'elles molt recentment, en el decurs de les obres de condicionament realitzades fa poc, quan va ser comprada al bisbat d'Urgell.